# Laphria constricta
Laphria constricta är en tvåvingeart som beskrevs av Walker 1855. Laphria constricta ingår i släktet Laphria och familjen rovflugor. Inga underarter finns listade i Catalogue of Life.